# Сезон ФК «Карпати» (Львів) 1980
| «Карпати» (Львів) у сезоні 1980 | «Карпати» (Львів) у сезоні 1980     |
| ------------------------------- | ----------------------------------- |
| Ліга                            | Вища ліга                           |
| Місце в лізі                    | 17                                  |
| Раунд у Кубку                   | Груповий турнір (3-є місце)         |
| Старший тренер                  | Іштван Секеч                        |
| Тренери                         | Ярослав Дмитрасевич, Богдан Грещак  |
| Начальник команди               | Борис Гончаров                      |
| Стадіон                         | «Дружба» (Львів)                    |
| Капітан                         |                                     |
| Найбільше матчів у лізі         | Андрій Баль, Юрій Дубровний — по 34 |
| Найкращий бомбардир у лізі      | Юрій Суслопаров — 6                 |

Сезон «Карпат» (Львів) 1980 — дев'ятнадцятий сезон «Карпат» (Львів). Команда у вищій лізі посіла 17-е місце серед 18 команд, у Кубку СРСР у третій зоні групового турнііру зайняла 3-є місце і не пройшла в 1/8 фіналу.

## Головні події
Лише на рік «Карпати» повернулися до вищої ліги. Поразки на фініші чемпіонату від армійців Москви та Ростова-на-Дону опустили команду на передостаннє місце. Цього разу львівські футболісти залишили вищу лігу надовго. Через невдачу звільнено з посади старшого тренера І. Й. Секеча.

## Чемпіонат
| Місце | Клуб                  | «Карпати» — клуб | «Карпати» — клуб | І  | В  | Н  | П  | М     | О       |
| Місце | Клуб                  | удома            | у гостях         | І  | В  | Н  | П  | М     | О       |
| ----- | --------------------- | ---------------- | ---------------- | -- | -- | -- | -- | ----- | ------- |
|       | «Динамо» (Київ)       | 2:4              | 0:3              | 34 | 21 | 9  | 4  | 63-23 | 51      |
|       | «Спартак» (Москва)    | 1:0              | 0:3              | 34 | 18 | 9  | 7  | 49-26 | 45      |
|       | «Зеніт» (Ленінград)   | 1:2              | 0:1              | 34 | 16 | 10 | 8  | 51-42 | 42      |
| 4     | «Динамо» (Тбілісі)    | 1:2              | 0:2              | 34 | 16 | 7  | 11 | 51-32 | 39      |
| 5     | ЦСКА (Москва)         | 1:2              | 0:2              | 34 | 13 | 12 | 9  | 36-32 | 36 (-2) |
| 6     | «Шахтар» (Донецьк)    | 1:0              | 1:1              | 34 | 13 | 9  | 12 | 45-40 | 35      |
| 7     | «Чорноморець» (Одеса) | 1:2              | 1:1              | 34 | 13 | 9  | 12 | 37-37 | 35      |
| 8     | «Арарат» (Єреван)     | 3:1              | 1:1              | 34 | 11 | 11 | 12 | 39-43 | 32 (-1) |
| 9     | СКА (Ростов-на-Дону)  | 0:0              | 0:2              | 34 | 11 | 10 | 13 | 41-47 | 32      |
| 10    | «Динамо» (Мінськ)     | 1:0              | 1:3              | 34 | 11 | 12 | 11 | 41-42 | 32 (-2) |
| 11    | «Торпедо» (Москва)    | 0:4              | 0:0              | 34 | 10 | 11 | 13 | 28-32 | 30 (-1) |
| 12    | «Кайрат» (Алма-Ата)   | 0:0              | 0:2              | 34 | 10 | 11 | 13 | 33-44 | 30 (-1) |
| 13    | «Нефтчі» (Баку)       | 2:0              | 0:0              | 34 | 10 | 9  | 15 | 29-41 | 29      |
| 14    | «Динамо» (Москва)     | 1:0              | 0:0              | 34 | 9  | 14 | 11 | 32-33 | 28      |
| 15    | «Кубань» (Краснодар)  | 2:1              | 0:3              | 34 | 9  | 10 | 15 | 32-43 | 28      |
| 16    | «Пахтакор» (Ташкент)  | 1:0              | 0:1              | 34 | 9  | 8  | 17 | 26-43 | 26      |
| 17    | «Карпати» (Львів)     |                  |                  | 34 | 9  | 8  | 17 | 23-46 | 26      |
| 18    | «Локомотив» (Москва)  | 1:0              | 0:3              | 34 | 8  | 9  | 17 | 34-44 | 25      |

### Статистика гравців
У чемпіонаті за клуб виступали 22 гравці:
| Футболіст              | Дата народження   | Ігри     | Голи     |
| Воротарі               | Воротарі          | Воротарі | Воротарі |
| ---------------------- | ----------------- | -------- | -------- |
| Олексій Швойницький    | 28 жовтня 1956    | 28       | 38п      |
| Володимир Тростенюк    | 4 лютого 1954     | 6        | 8п       |
| Захисники              |                   |          |          |
| Олег Родін             | 6 квітня 1956     | 30       |          |
| Василь Щербей          | 14 серпня 1955    | 28       |          |
| Станіслав Кочубинський | 23 лютого 1954    | 26       | 1        |
| Анатолій Саулевич      | 26 березня 1959   | 26       | 1        |
| Юрій Суслопаров        | 14 серпня 1958    | 26       | 6        |
| Василь Гунько          | 13 січня 1956     | 15       |          |
| Ігор Цісельський       | 15 лютого 1960    | 3        |          |
| Півзахисники           |                   |          |          |
| Андрій Баль            | 16 лютого 1958    | 34       | 1        |
| Юрій Дубровний         | 15 квітня 1954    | 34       | 2        |
| Ярослав Думанський     | 4 серпня 1959     | 28       | 1        |
| Ігор Мосора            | 8 жовтня 1959     | 27       | 1        |
| Лев Броварський        | 30 листопада 1948 | 26       | 4        |
| Йосип Микуланинець     | 7 січня 1959      | 7        |          |
| Володимир Безуб'як     | 23 березня 1957   | 1        |          |
| Нападники              |                   |          |          |
| Володимир Дикий        | 15 лютого 1962    | 27       |          |
| Ігор Семенка           | 18 січня 1957     | 25       | 1        |
| Степан Юрчишин         | 28 серпня 1957    | 21       | 4        |
| Григорій Батич         | 8 лютого 1958     | 11       |          |
| Матвій Бобаль          | 18 квітня 1959    | 2        | 1        |
| Едуард Валенко         | 21 лютого 1960    | 1        |          |

## Кубок СРСР

### Зональний турнір. Третя зона

#### Результати матчів з участю «Карпат»
| Дата            | Господар           | Рахунок | Гість                      |
| --------------- | ------------------ | ------- | -------------------------- |
| 27 лютого 1980  | «Карпати» (Львів)  | 2:1     | «Дніпро» (Дніпропетровськ) |
| 1 березня 1980  | «Карпати» (Львів)  | 1:0     | «Локомотив» (Москва)       |
| 4 березня 1980  | «Карпати» (Львів)  | 3:0     | Спартак (Івано-Франківськ) |
| 7 березня 1980  | «Ністру» (Кишинів) | 4:2     | «Карпати» (Львів)          |
| 10 березня 1980 | «Динамо» (Київ)    | 1:0     | «Карпати» (Львів)          |

Примітка: Всі матчі проведені на Закарпатті.

#### Підсумкова таблиця
| М  | Команда                    | І | В | Н | П | МЗ | МП | РМ  | О  |
| -- | -------------------------- | - | - | - | - | -- | -- | --- | -- |
| 1. | «Динамо» (Київ)            | 5 | 5 | 0 | 0 | 13 | 1  | +12 | 10 |
| 2. | «Ністру» (Кишинів)         | 5 | 3 | 1 | 1 | 13 | 10 | +3  | 7  |
| 3. | «Карпати» (Львів)          | 5 | 3 | 0 | 2 | 8  | 6  | +2  | 6  |
| 4. | «Локомотив» (Москва)       | 5 | 1 | 1 | 3 | 3  | 8  | −5  | 3  |
| 5. | «Дніпро» (Дніпропетровськ) | 5 | 1 | 0 | 4 | 3  | 9  | −6  | 2  |
| 6. | Спартак (Івано-Франківськ) | 5 | 0 | 2 | 3 | 2  | 8  | −6  | 2  |